# Abetone
Abetone is een gemeente in de Italiaanse provincie Pistoia (regio Toscane) en telt 699 inwoners (31-12-2004). De oppervlakte bedraagt 31,2 km², de bevolkingsdichtheid is 22 inwoners per km².
Belangrijkste wintersportplaats van Midden-Italië met skipistes voor gemiddelde en gevorderde skiërs, skiliften, kabelbanen en stoeltjesliften.
Internationaal skicentrum waar allerlei wedstrijden worden gehouden zoals een mini-olympiade voor kinderen “Pinocchio op ski’s” in april.

## Impressie

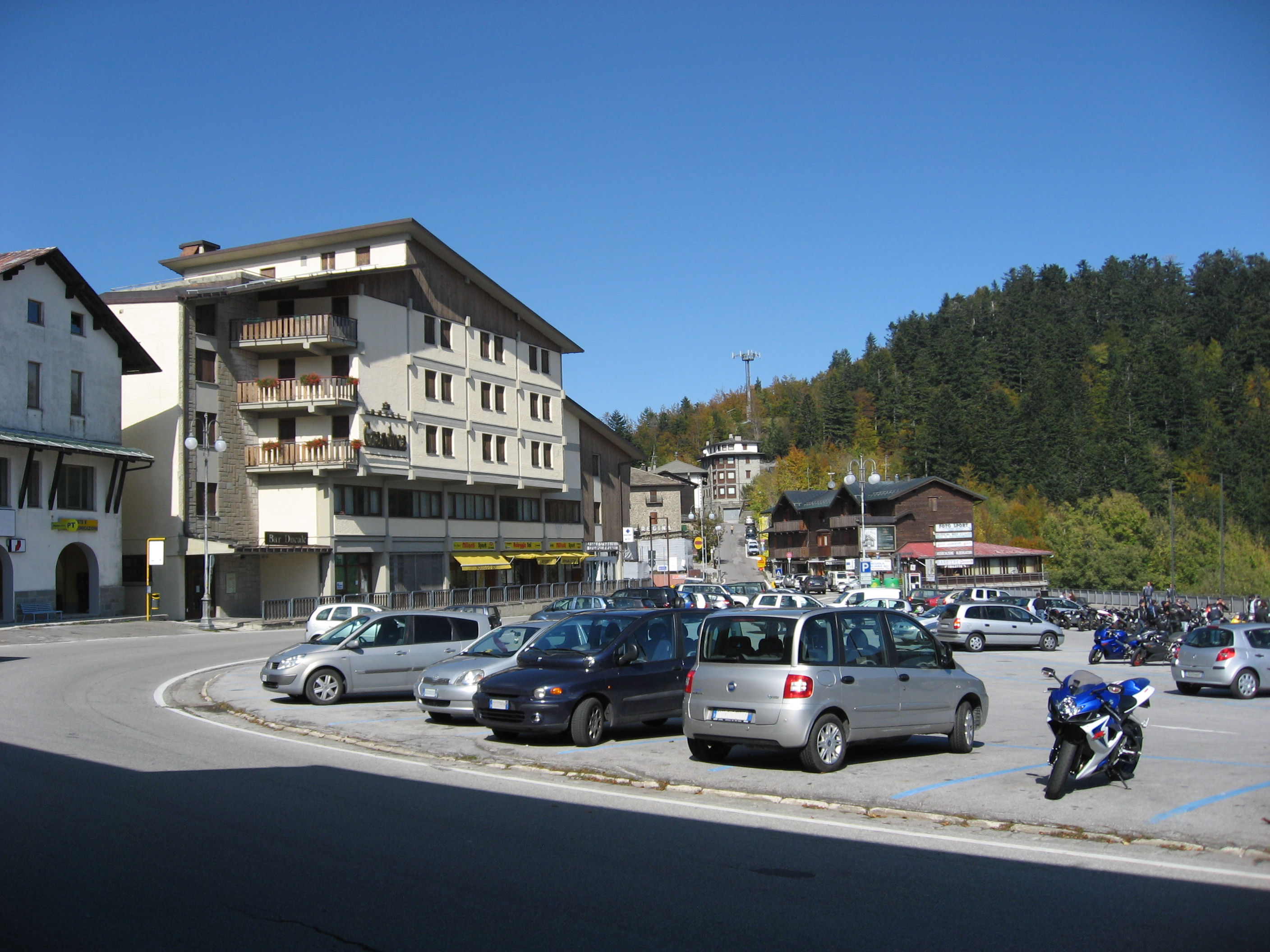
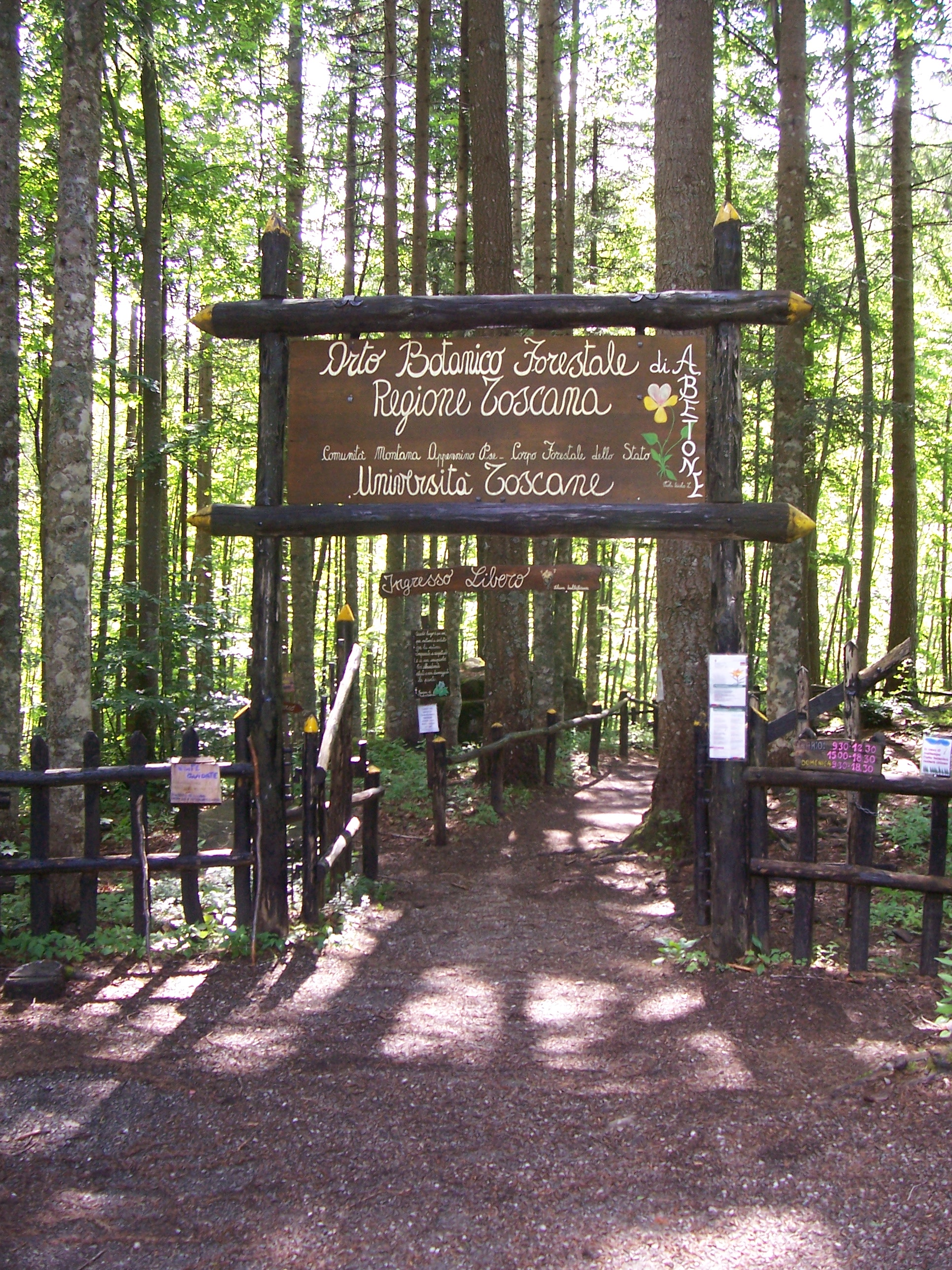
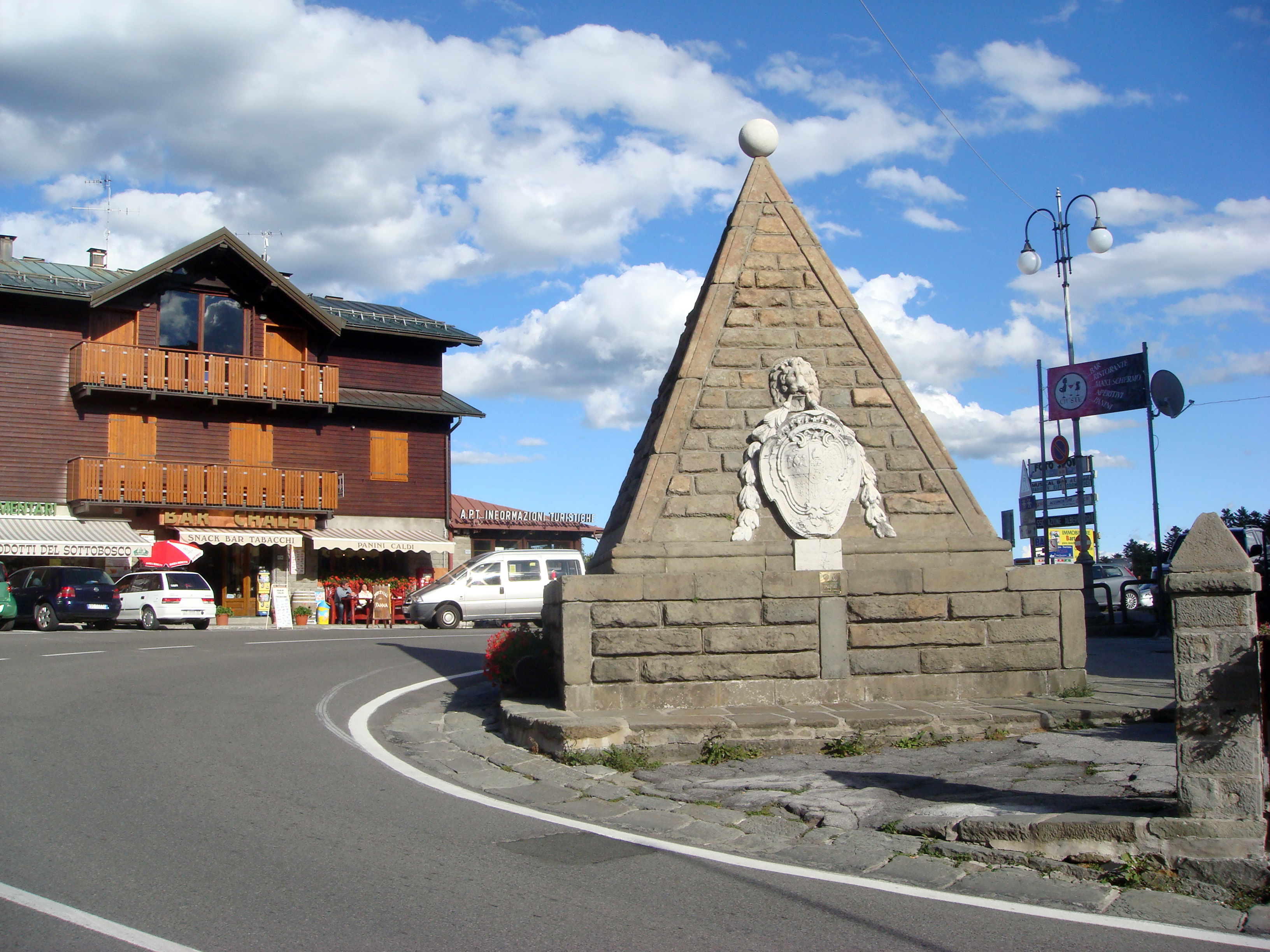
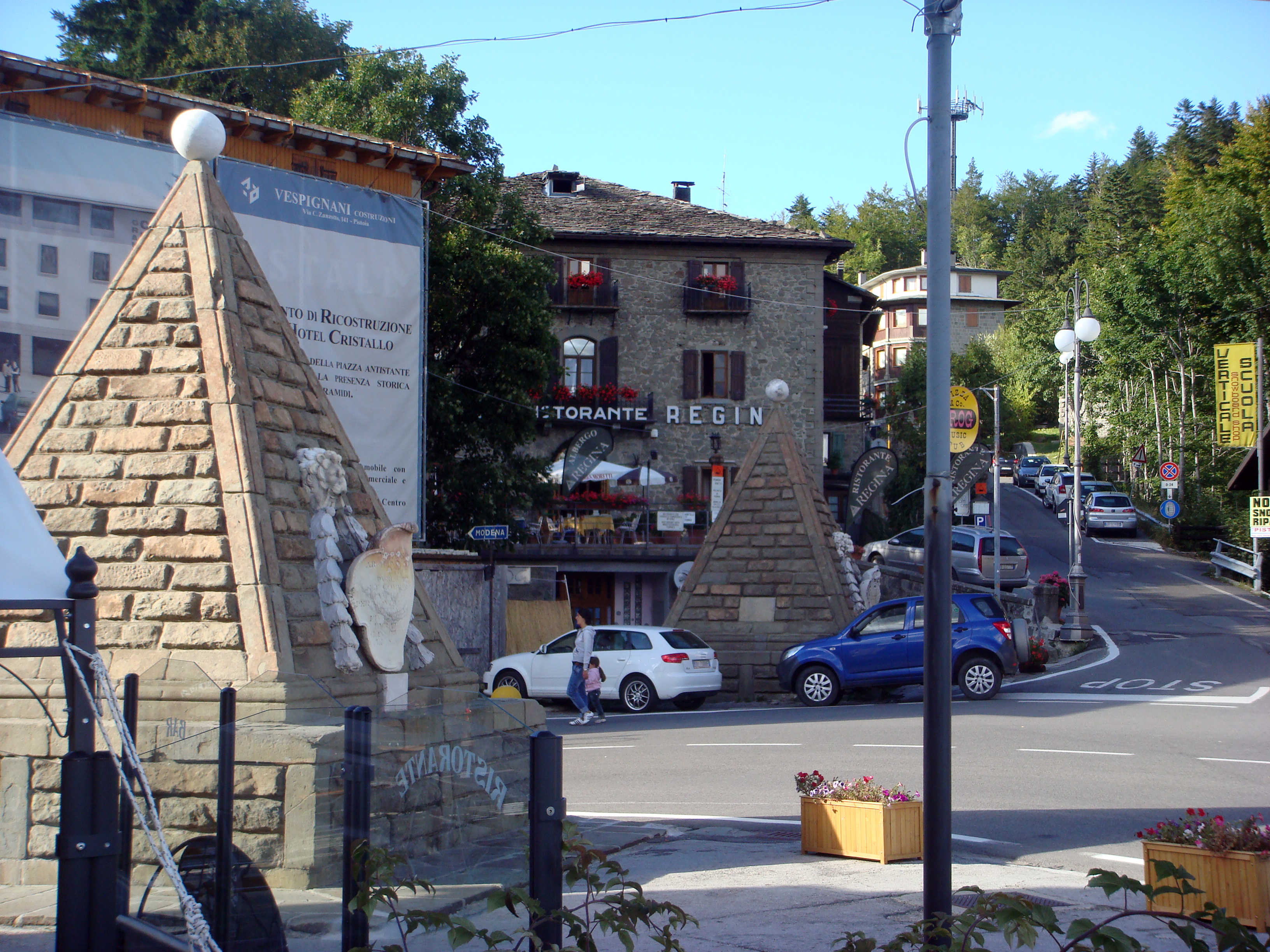
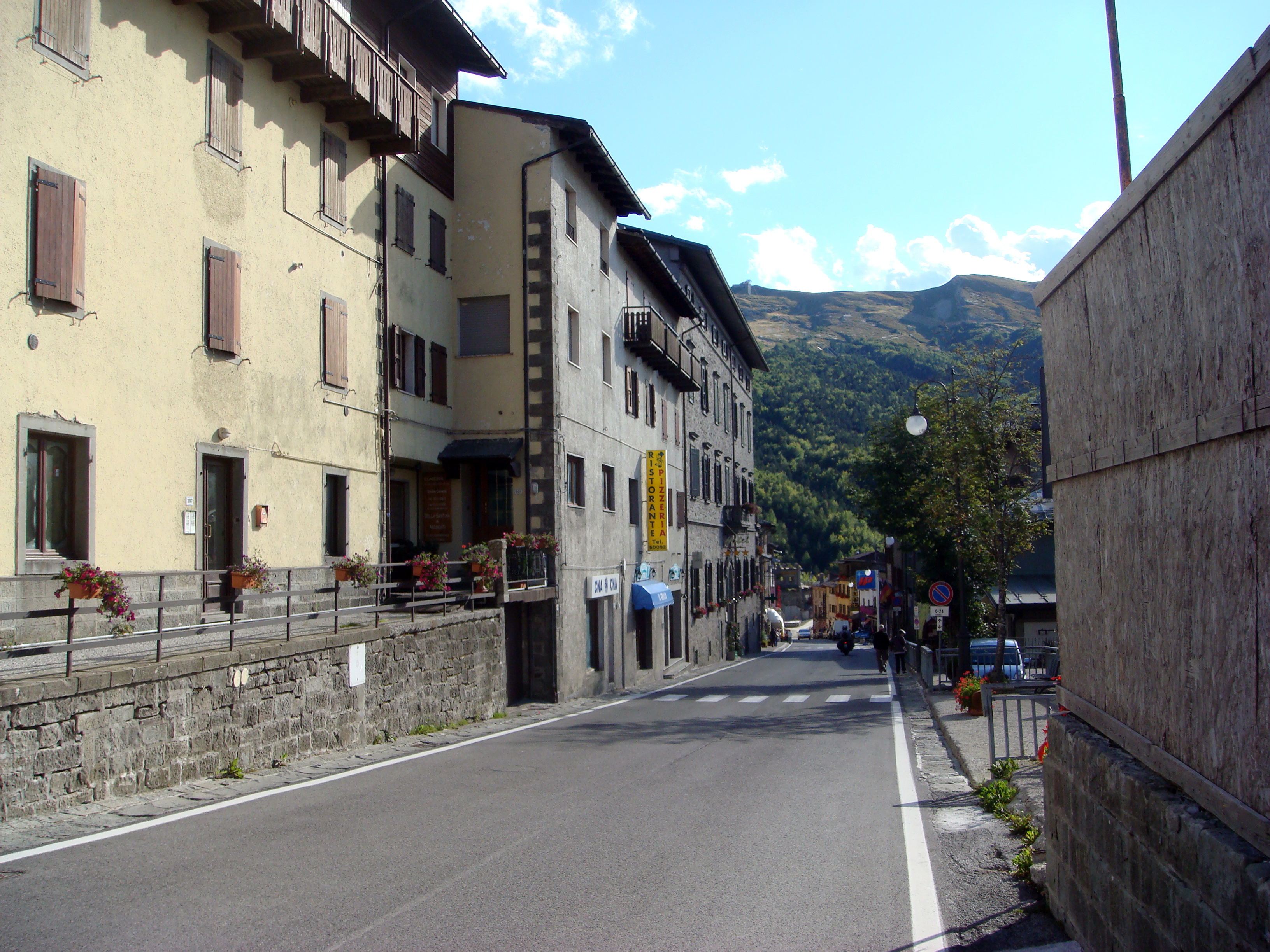

## Demografie
Abetone telt ongeveer 318 huishoudens. Het aantal inwoners daalde in de periode 1991-2001 met 7,0% volgens cijfers uit de tienjaarlijkse volkstellingen van ISTAT.
| Jaar | Inwoneraantal |
| ---- | ------------- |
| 1991 | 758           |
| 2001 | 705           |

## Geografie
De gemeente ligt op ongeveer 1388 m boven zeeniveau.
Abetone grenst aan de volgende gemeenten: Bagni di Lucca (LU), Coreglia Antelminelli (LU), Cutigliano, Fiumalbo (MO).

## Geboren
- Zeno Colò (1920-1993), skiër